# معادلة دالمبير
في الرياضيات، معادلة دالمبير (بالإنجليزية: D'Alembert's equation)‏ هي معادلة تفاضلية عادية غير خطية من الدرجة الأولى، سميت على اسم عالم الرياضيات الفرنسي لورن دالمبير. المعادلة هي:
{\displaystyle y=xf(p)+g(p)}
حيث {\displaystyle p=dy/dx}.
وبعد الاشتقاق مرة وإعادة الترتيب:
{\displaystyle {\frac {dx}{dp}}+{\frac {xf'(p)+g'(p)}{f(p)-p}}=0}
المعادلة أعلاه خطيّة.